# Runcinia kinbergi
Runcinia kinbergi là một loài nhện trong họ Thomisidae.
Loài này thuộc chi Runcinia. Runcinia kinbergi được Tord Tamerlan Teodor Thorell miêu tả năm 1891.